# Кръст (Таринци)
Вижте пояснителната страница за други значения на Кръст.
Кръст (на македонска литературна норма: Крст) е археологически обект край село Таринци, Северна Македония. Обявено е за защитен паметник на културата.

## Местоположение
Намира се в северозападния край на платото, на което са разположени новите гробища на селото. В съседство в местността Връшник е разкрито важно неолитно селище.

## Описание
На Кръст са разкопани две могили от римската епоха. Едната е голяма с диаметър 42 m в основата и височина 4,60 m, а другата по-малка с диаметър около 15 m и височина 1,80 m. В 1942 година българският археолог Иван Венедиков проучва малката могила и открива гроб с кремиран покойник от II век. По-късно, от 1961 до 1963 година, Щипският музей под ръководството на Милутин и Драга Гарашанин разкопава голямата могила. В средата на основата е разкрито богато погребение на личност с висок обществен статус – княз, от I – II век. Намерени са две клади, на едната от които е изгорен покойникът, а на другата колата, с която е бил донесен. Могилите са в землището на античния град Баргала, разположен в Беш тепе – Анче край село Карбинци. Находките от могилата на княза се намират в Щипския музей.